# Slade Gorton
Thomas Slade Gorton III (Chicago, 8 gennaio 1928 – Seattle, 19 agosto 2020) è stato un politico statunitense, senatore per lo stato di Washington dal 1981 al 1987 e poi nuovamente dal 1989 al 2001.

## Biografia
Nato a Chicago, dopo il servizio militare Gorton si laureò alla Columbia University e successivamente entrò in politica con il Partito Repubblicano. Fra il 1959 e il 1969 fu membro della legislatura statale di Washington, poi per dodici anni fu attorney general dello stesso Stato.
Nel 1980 si candidò al Senato contro il democratico in carica Warren Magnuson e lo sconfisse, venendo eletto. Sei anni dopo chiese agli elettori un altro mandato ma venne sconfitto di misura dal democratico Brock Adams. Nel 1988 si candidò per l'altro seggio del Senato e riuscì a vincere, per poi essere rieletto nel 1994. Nel 2000 si ricandidò ma uscì sconfitto dalla competizione elettorale per mano dell'ex deputata democratica Maria Cantwell.
Al Senato continuò inoltre la tradizione della Candy Desk (scrivania delle caramelle), iniziata anni prima dal senatore George Murphy, di tenere dolciumi nella sua scrivania al Senato, da offrire ai colleghi.
Dopo la fine del suo percorso politico, Gorton trovò occupazione come consigliere d'amministrazione per vari enti e fu uno dei componenti della 9/11 Commission.